# グリオ

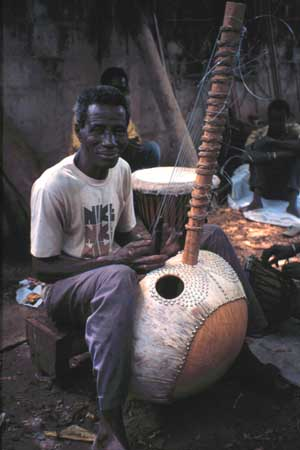
ガンビアのグリオ

グリオまたはグリオー（griot）は、西アフリカの伝統伝達者。世襲制。グリオの主要なグループは、マンディング諸語では jeliya、 djéliと呼ばれ、語根のjeliは後述するマンデ系社会の知識階層に由来している。ウォロフ語ではgéwal（géwélやgéwëlとも）と呼ばれ、トゥクロール族では gawloと呼ばれている。

## 概説
グリオは単に楽器の演奏をするだけではなく、歴史上の英雄譚、遠方の情報、各家の系譜、生活教訓などをメロディーに乗せて人々に伝えることを本来の目的としている。文字のなかった時代には彼ら（jeli）の役割は大きく、その知識量の豊富さから王の側近などに取り立てられるグリオもいた。
セネガル出身で世界的なミュージシャン、ユッスー・ンドゥールはグリオの家系に生まれ育った。

### 楽器
グリオの楽器にはコラ、ンゴニ、ボロン、太鼓のサバール、タバラ、木琴の一種であるバラフォンなどが知られる。それぞれの家系は扱う楽器が決まっており、コラの家系はコラ、バラフォンの家系はバラフォンの演奏方法を肉親から引き継ぐ。
グリオに対して人々は畏敬の念を持っているため、彼らの楽器はとても神聖なものとされる。その昔、一般人は触れることすら許されなかったという。今でも、西アフリカの一般の人々がグリオの楽器に手を出すことは少ない。